# Mansis
Els Mansis (obsolet: Voguls) són un poble indígena amenaçat que viu a Khàntia-Mànsia, un districte autònom dins l'óblast de Tiumén a Rússia. A Khàntia-Mànsia, el khanti i el mansi són cooficials juntament amb el rus.
El 52,4% encara parlava la llengua uraliana. Vivien a la conca de l'Obi i a la ciutat de Berezovo/Khaaljpus, i a l'àrea de l'Ural, a l'antic govern de Tobolsk/Tuupël-Uus, i el grup principal vora el Sosva/Perm i Sygva. El 87,5% viuen a l'óblast de Tiumén, i el 79% a Khàntia-Mànsia.
|                      | Total  | Homes | Dones |
| -------------------- | ------ | ----- | ----- |
| Total                | 11,432 | 5,167 | 6,265 |
| Óblast de Tiumén     | 10,561 | 4,786 | 5,775 |
| *Khàntia-Mànsia      | 9,894  | 4,510 | 5,384 |
| Óblast de Sverdlovsk | 259    | 130   | 129   |
| República de Komi    | 11     | 8     | 3     |

## Costums
El seu nom ve de manzi (home), vivien de la cria de cavalls i eren governats per un kniaz príncep-sacerdot (n'hi hagué fins a 26 independents) i vivien en pauli (colònies) de casetes amb finestres, o bé en iurtes disperses a l'hivern i en cabanes còniques a l'estiu d'escorça, semblants a les dels khantis. Eren també grans pescadors amb xarxes, fletxes i arpons, a l'hivern caçaven rens i ossos amb gossos. Eren transhumants i consideraven l'os una divinitat enviada per déu per castigar els homes, i qui el matava era un heroi.
Vestien el sup (camisa llarga de pells de ren o de cotó), amb egva-kas (cinturó de cuir), caçaven animals de pells, i per això anomenaven la moneda lin (pell d'esquirol), perquè amb elles pagaven els impostos. També es tatuaven mans, braços i cames amb fletxes, arcs, quadrats, triangles i arabescs. Tallaven els símbols en els arbres per donar-se a conèixer, i amb ells signaven els documents.

## Religió
Creien en kul, gran esperit maligne, i en ianij-torum, gran esperit bo, al qual fan fetitxes i ofrenes de pell i argent. També creien en els menkvi, esperits del bosc, i els xamans n'eren intermediaris. Les ofrenes són un tresor i constitueixen el patrimoni del clan, de manera que els petits temples esdevenen caixes d'estalvis saquejades sovint per russos i komis. Creien que l'home té cos, ànima i ombra (is). L'ànima es reencarnava i la is marxava cap al regne de kul-odyr, al fons de l'As, on no hi ha llum i fa el mateix treball que feia en vida. Després esdevenia insecte i desapareixia. El numi-torum era un bon esperit i feien sepultures amb objectes. Es dividien en clans exogàmics, i aquests en fratries, vinculats al territori. Com els khantis, creien que tots els clans provenen d'ocells o animals, insectes o plantes. Per això no poden matar o menjar-se la planta o animal de la qual poden ser descendents.